# 新宿郵便局
新宿郵便局（しんじゅくゆうびんきょく）は東京都新宿区にある郵便局。民営化前の分類では集配普通郵便局であった。

## 概要
住所：〒163-8799 東京都新宿区西新宿1-8-8

### 併設施設
- ゆうちょ銀行新宿店（本店新宿出張所）：取扱店番号002530
- なお、かんぽ生命保険新宿支店は当局併設ではなく新宿ファーストウエスト（当局の約100m西）に入居している。

### 分室
窓口分室はなし（私書箱分室はある）。過去に存在した分室は以下のとおり。
- 落合長崎分室 - 1976年（昭和51年）に新宿北郵便局に移管された（その後1995年（平成7年）に廃止）。

## 沿革
- 1872年8月4日（明治5年7月1日） - 内藤新宿郵便取扱所として、内藤新宿仲町二丁目に開設[1]。
- 1873年（明治6年）5月1日 - 内藤新宿郵便役所となる[1]。
- 1875年（明治8年）1月1日 - 内藤新宿郵便局（三等）となる[1]。
- 1876年（明治9年）5月 - 廃止[1]。
- 1877年（明治10年）3月1日 - 内藤新宿郵便受取所として再設置[1]。
- 1882年（明治15年） - 内藤新宿郵便分局となる[1]。
- 1883年（明治16年）5月 - 再び廃止[1]。
- 1884年（明治17年） - 貯金預所として、内藤新宿仲町一丁目に再々設置[1]。
- 1886年（明治19年） - 内藤新宿郵便受取所を設置[1]。
- 1904年（明治37年）3月31日 - 内藤新宿郵便受取所を廃止[2]、内藤新宿郵便局（二等郵便局）を設置[3]。
- 1909年（明治42年）5月6日 - 内藤新宿町から淀橋町に移転[4]。
- 1920年（大正9年）4月1日 - 淀橋郵便局に改称[5]。
- 1937年（昭和12年）8月10日 - 等級を二等から一等に改定[6]。
- 1938年（昭和13年）11月6日 - 淀橋区角筈一丁目から同百人町一丁目に移転[7]。
- 1945年（昭和20年）8月31日 - 淀橋郵便局を廃止[8][9]。
- 1946年（昭和21年）3月11日 - 落合長崎郵便局淀橋分室を淀橋区柏木一丁目[10]に設置[11]。
- 1950年（昭和25年）8月1日 - 新宿郵便局として、新宿区角筈二丁目[12]にて開局。同日、落合長崎郵便局淀橋分室廃止。同日、四谷郵便局から集配業務を移管[13]。
- 1956年（昭和31年）12月1日 - 電話通話事務の取扱を開始。
- 1957年（昭和32年）2月25日 - 和文電報受付事務の取扱を開始。
- 1960年（昭和35年）8月1日 - 落合長崎郵便局の廃止に伴い、新宿区下落合二丁目（落合長崎郵便局跡地）に新宿郵便局落合長崎分室を設置。
- 1976年（昭和51年）6月21日 - 集配業務および落合長崎分室をこの日に開局した新宿北郵便局に移管。
- 1989年（平成元年）8月21日 - 現在地に局舎新築移転。再び集配業務を開始。
- 1992年（平成4年）8月3日 - 外国通貨の両替および旅行小切手の売買に関する業務の取扱を開始。
- 2007年（平成19年）
  - 10月1日 - 民営化に伴い、併設された郵便事業新宿支店、ゆうちょ銀行新宿店、かんぽ生命保険新宿支店に一部業務を移管。
  - 10月17日 - 郵便窓口でSuicaによる決済の試験導入を全国の郵便局で初めて開始[14]。
- 2009年（平成21年）7月1日 - かんぽ生命保険新宿支店を新宿ファーストウエスト内に移転。
- 2012年（平成24年）10月1日 - 日本郵便株式会社の発足に伴い、郵便事業新宿支店を新宿郵便局に統合。
- 2015年（平成27年）9月30日 - 郵便窓口でのSuicaによる決済を終了。
- 2017年（平成29年）9月26日 - 1階西側に、日本ATM（ATMJ）が手がける、「銀行手続の窓口」の新宿駅店を開設。

## 取扱内容

### 新宿郵便局
- 郵便、印紙、ゆうパック、内容証明
- 生命保険、バイク自賠責保険 - 平日18時まで営業。
- 新宿区内の一部地域（〒160-xxxx、163-xxxx）の集配業務
- ゆうゆう窓口

### ゆうちょ銀行新宿店
- 貯金、貸付、為替、振替、振込、国際送金、外貨両替、トラベラーズチェック、国債、投資信託、変額年金保険 - 平日18時まで営業。
- ATM - 日曜・休日の翌日以外の平日は実質24時間営業。

## 風景印
- 図案は『新宿副都心の高層ビル群』・『平和の鐘』・新宿区の花『ツツジ』
- 使用開始日は1999年（平成11年）1月1日

### 過去の風景印
- 1974年（昭和49年）12月1日 - 1998年（平成10年）12月31日
  - 図案は『馬水槽』・『高層ビル』・新宿区の花『ツツジ』

## 単独の郵便番号が付与されたビル
特定の超高層建築物に付与される郵便番号は、日本の郵便局で一番多い。
- 163-02xx 新宿住友ビル
- 163-04xx 新宿三井ビル
- 163-05xx 新宿野村ビル
- 163-06xx 新宿センタービル
- 163-07xx 新宿第一生命ビル
- 163-08xx 新宿NSビル
- 163-09xx 新宿モノリスビル
- 163-10xx 新宿パークタワー
- 163-11xx 新宿スクエアタワー
- 163-13xx 新宿アイランドタワー
- 163-14xx 東京オペラシティ
- 163-15xx 新宿エルタワー
- 163-60xx 住友不動産新宿オークタワー

また、当初163-01xxが振られる予定であった東京都庁は163-8001となっており、また、163-03xxの予定であった安田火災海上本社ビル（当時）と163-12xxが予定されていたKDDIビルは空き番号となっている。理由としては、それぞれ単独で企業グループや東京都庁舎が入居した建物であり、テナントごとに郵便番号の階分類する必要性に乏しいことが考えられる。

## 周辺
- 東京都庁舎
- 工学院大学
- 新宿新都心高層ビル街

## アクセス
- 東日本旅客鉄道（JR東日本）、小田急、京王、東京地下鉄（東京メトロ）、都営地下鉄 新宿駅もしくは都営大江戸線 都庁前駅から徒歩約5分
- 都営バス 新宿郵便局前停留所下車（本数極少）
- 首都高新宿線 新宿出入口から北東へ約1km

## 不祥事
- 1970年 - 簡易保険の外勤担当職員4人が高利回りの共済制度があると偽り、主婦などの保険加入者から約1億円を集める詐欺事件が発生した[15]。